# Бохум

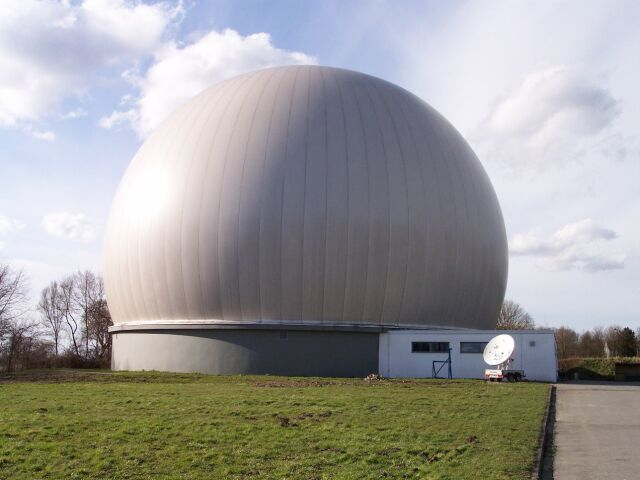
Бохумська обсерваторія

Бо́хум (нім. Bochum) — місто в ФРН, у землі Північний Рейн-Вестфалія, один із великих промислових центрів Рурського індустріального району. Походження назви, за однією з версій, від старонім.: «Büch» або «Büchum» (укр. «Книга», або «Книги»), тому й гербом міста є книга.
У сучасному вигляді місто дуже розтягнуте у довжину, перетинається багатьма лісовими та водними смугами. Як сучасне місто існує з кінця 1920-х років, коли адміністративною реформою поступово були об'єднані невеликі селища (зараз частини міста), наприклад: Герте, Віммельсгаузен і закінчився цей процес у 1975 році приєднанням до Бохума містечка Ваттеншайд.
Історично економіка міста, як і усього Рурського регіону базувалася на видобутку вугілля у шахтах, багато з яких сьогодні закриті й зверху побудовані житлові масиви. Єдине велике підприємство, що є зараз у Бохумі — це три заводи фірми Adam Opel AG.
У місті діє відомий драматичний театр, де грали відомі актори й ставили вистави такі режисери, як Петер Цадек, Райнер Вернер Фассбіндер, Х. Шмідт, Т. Шанцара (яку називали «Дузе з Рурського регіону»), Рурський університет, із відомою на весь світ математичною школою, «Thürmer — Saal», де щороку проходить фортепіанний фестиваль «Klavierfestival Ruhr» (у різні роки виступали з концертами Даніель Баренбойм, Марта Аргеріх, Г. Соколов, Ланг Ланг та ін.), симфонічний оркестр («Bochumer Symphoniker»), який супроводжував напр. Ієгуді Менухіна, Монсеррат Кабальє, та один із найвідоміших концертних залів у Німеччині «Jahrhunderthalle» тощо.

## Транспорт

### Автошляхи
Бохум сполучений з мережею автобанів A 40, A 43 і A 44.

### Залізниця
Станція Бохум-Головний, розташована на залізниці Дуйсбург — Дортмунд, і обслуговує потяги далекого прямування Deutsche Bahn та мережі S-Bahn Рейн-Рур.

### Громадський транспорт
Місцеві послуги надає в основному BOGESTRA, спільне підприємство, яке займається перевезеннями між містами Бохум і Гельзенкірхен. 
Бохумський штадтбан має єдину підземну лінію, що сполучає Бохумський університет з Герне. 
Трамвайна мережа Бохум/Гельзенкірхен складається з кількох ліній, частково підземних, що сполучають Гельзенкірхен, Гаттінген і Віттен. 
Вартість проїзду у громадському транспорті міста встановлюється за тарифною системою транспортної асоціації VRR.

### Авіація
Найближчі аеропорти: Ессен/Мюльгайм (27 км), Дортмунд (31 км) і Дюссельдорф (47 км).

## Музеї
- Німецький музей гірничої справи

## Університети
Наступні дев'ять університетів розташовані в Бохумі:
- Рурський університет, найбільший кампусний університет Німеччини, заснований у 1965 році
- Університет прикладних наук Бохума, заснований у 1972 році з кількох установ-попередників, включаючи Державну інженерну школу машинобудування, Державну інженерну школу цивільного будівництва в Реклінгхаузені та Вищу бізнес-школу в Бохумі
- Технічний університет прикладних наук Георга Агріколи – Університет бере початок від Бохумської гірничої школи, заснованої в 1816 році. У 1971 році був створений Гірничий університет прикладних наук, який у 1990 році був переданий спонсорству Німецького товариства гірничих технологій для навчання та освіти mbH (DMT-LB). Сучасну назву університет має з 2016 року.[2]
- Євангельський університет прикладних наук Рейнланд-Вестфалія-Ліппе - протестантський університет прикладних наук - визнаний державою Університет прикладних наук 1971 року сходить до кількох церковних і дияконських установ.
- EBZ Business School – Приватний університет прикладних наук, заснований у 2008 році[3].
- Університет охорони здоров’я (HSG) – Університет прикладних наук[4], який було засновано 1 листопада 2009 року, пропонує освітні програми «Здоров’я та різноманітність на роботі», «Здоров’я та різноманітність». , здоров’я та соціальний простір, охорона здоров’я на основі доказів, ерготерапія, логопедія, акушерство, сестринська справа та фізіотерапія. Університет розпочав роботу в зимовому семестрі 2010/11 і з тих пір переїхав до Health Campus NRW.

## Клімат
| Клімат Бохума                              | Клімат Бохума | Клімат Бохума | Клімат Бохума | Клімат Бохума | Клімат Бохума | Клімат Бохума | Клімат Бохума | Клімат Бохума | Клімат Бохума | Клімат Бохума | Клімат Бохума | Клімат Бохума | Клімат Бохума |
| Показник                                   | Січ.          | Лют.          | Бер.          | Квіт.         | Трав.         | Черв.         | Лип.          | Серп.         | Вер.          | Жовт.         | Лист.         | Груд.         |               |
| Абсолютний максимум, °C                    | 13,5          | 19,5          | 23,2          | 28,9          | 31,5          | 34,5          | 40,0          | 35,5          | 32,7          | 26,4          | 20,0          | 15,8          |               |
| Середній максимум, °C                      | 5,2           | 7,5           | 10,3          | 15,4          | 19,2          | 23,0          | 24,3          | 24,0          | 20,3          | 14,7          | 9,5           | 6,9           |               |
| Середня температура, °C                    | 3,1           | 4,5           | 6,7           | 10,8          | 14,4          | 18,3          | 19,4          | 19,3          | 15,8          | 11,6          | 6,7           | 5,0           |               |
| Середній мінімум, °C                       | 0,9           | 1,7           | 3,3           | 6,1           | 9,4           | 13,7          | 14,3          | 14,6          | 11,6          | 8,8           | 4,1           | 2,9           |               |
| Абсолютний мінімум, °C                     | −17,1         | −15,9         | −11,1         | −4,6          | −0,6          | 1,0           | 4,4           | 6,0           | 3,2           | −2,3          | −6,7          | −16,7         |               |
| Середня кількість сонячних годин на місяць | 42            | 86            | 132           | 195           | 234           | 217           | 221           | 185           | 177           | 91            | 67            | 42            |               |
| Норма опадів, мм                           | 91.0          | 84.0          | 71.0          | 42.0          | 45.0          | 76.0          | 50.0          | 61.0          | 68.0          | 65.0          | 70.0          | 95.0          |               |
| Днів з опадами                             | 21,0          | 16,0          | 17,0          | 13,0          | 11,0          | 14,0          | 12,0          | 16,0          | 13,0          | 18,0          | 17,0          | 21,0          |               |
| ------------------------------------------ | ------------- | ------------- | ------------- | ------------- | ------------- | ------------- | ------------- | ------------- | ------------- | ------------- | ------------- | ------------- | ------------- |

## Населення
- 1957 — 355,4 тис. мешканців
- 2006 — 376,5 тис. мешканців

## Уродженці
- Андрій Остерман (1686—1747) — російський політичний діяч, віцеканцлер Російської імперії.
- Альфред Келлер (1882—1974) — воєначальник часів Третього Райху, генерал-полковник Люфтваффе
- Ернст Буш (1885—1945) — німецький воєначальник часів Третього Рейху, генерал-фельдмаршал (1943) Вермахту
- Гершон Кінгслі (1922—2019) — музикант у стилі електронної музики, автор знаменитої композиції «Pop Corn».
- Манфред Ейген (1927—2019) — вчений, лауреат Нобелівської премії з хімії 1967 року.
- Вольфганг Клемент (1940—2020) — політик, міністр економіки та праці з 2002 по 2005.
- Норберт Ламмерт (нар. 1948) — політик, голова Бундестагу з 2005 по 2017.
- Марк Варнеке (нар. 1970) — плавець, призер Олімпійських Ігор 1996 року.
- Андре Таннебергер (нар. 1973), більш відомий як ATB — музикант у стилі електронної музики, продюсер, ді-джей.
- Леон Горецка (нар.1995) — футболіст, півзахисник клубу «Баварія» та національної збірної Німеччини.

- З Бохуму походить німецький готик-метал гурт «Secret Discovery».

## Міста-побратими
- Донецьк, Україна
- Нордгаузен, Німеччина
- Ов'єдо, Іспанія
- Сюйчжоу, Китай
- Шеффілд, Велика Британія